# Općina Dolneni
Općina Dolneni (makedonski: Општина Долнени) je jedna od 80 općina Sjeverne Makedonije koja se prostire na sredini Sjeverne Makedonije. 
Upravno sjedište ove općine je selo  Dolneni.

## Zemljopisne osobine
Općina Dolneni nalazi se u Dautovici, najvišem dijelu kotline Pelagonije. Na sjeveru kotlinu zatvara planina Jakupica, a na istoku planina Babuna.
Općina Dolneni graniči s općinom Čaška na sjeveroistoku, s općinom Prilep na jugoistoku, s općinom Krivogaštani na jugu, s općinom Kruševo na jugozapadu, te s općinom Makedonski Brod na sjeverozapadu.
Ukupna površina Općine Dolneni je 412,43 km².

## Stanovništvo
Općina Dolneni ima 13 568 stanovnika. Po popisu stanovnika iz 2002. nacionalni sastav stanovnika u općini bio je sljedeći;

## Naselja u Općini Dolneni
Ukupni broj naselja u općini je 37, od toga sva imaju status sela .

## Pogledajte i ovo
- Pelagonija
- Sjeverna Makedonija
- Općine Sjeverne Makedonije

## Vanjske poveznice
- Službene stranice Općine Dolneni
- Općina Dolneni na stranicama Discover Macedonia